# Lữ đoàn sơn cước 34
Lữ đoàn bộ binh ô tô Cận vệ độc lập 34 (tiếng Nga: 34-я отдельная гвардейская мотострелковая бригада, ký hiệu OMCBR(G)34 trong đó O là độc lập, MC là bộ binh ô tô, BR là lữ đoàn và G là sơn cước, số hiệu đơn vị quân sự: 01485) là một đơn vị bộ binh chuyên tác chiến ở địa hình rừng núi của Lục quân Liên bang Nga, thuộc Tập đoàn quân binh chủng hợp thành 49, Quân khu Nam. Đơn vị quân sự thuộc lực lượng bộ đội sơn cược, có nhiệm vụ tiến hành các hoạt động chiến đấu và trinh sát ở địa hình miền núi. Lữ đoàn huấn luyện binh sĩ leo núi quân sự và cưỡi ngựa.

## Thành lập
Lữ đoàn được thành lập theo lệnh của Tổng thống Liên bang Nga Vladimir Putin ngày 30 tháng 6 năm 2006. Không giống như hầu hết các lữ đoàn bô binh ô tô khác được thành lập bằng cách tổ chức lại các trung đoàn và sư đoàn trong quá trình cải cách Lực lượng vũ trang, Lữ đoàn 34 được thành lập từ con số không. Đến ngày 1 tháng 12 năm 2007, lữ đoàn đã có đủ quân số và được triển khai đến địa điểm cố định. Khi tuyển dụng, ưu tiên sẽ dành cho những cá nhân đã hoàn thành khóa đào tạo leo núi thể thao hoặc công nghiệp và nghĩa vụ quân sự. Lữ đoàn giám sát các đèo ở Tây Kavkaz, chẳng hạn như Marukh và Klukhor. Lữ đoàn này có mục đích hợp tác chặt chẽ với Cục Biên phòng của FSB. Tất cả các đơn vị đều được huấn luyện leo núi và lữ đoàn hợp tác chặt chẽ với Liên đoàn leo núi. Lữ đoàn 34 tích cực trao đổi kinh nghiệm trong các cuộc tập trận chung với quân nhân từ Ý, Ấn Độ, Pakistan và các nước khác.
Đại đội vận tảin là một trong những đơn vị hỗ trợ hậu cần của Lữ đoàn 34. Đại đội có hơn 80 con ngựa thồ thuộc giống ngựa Karachai và Mông Cổ. Trong các cuộc tập trận chiến thuật theo kế hoạch, ngựa được xếp thành từng nhóm. Mỗi đội gồm bốn con ngựa có khả năng chở tới 250 kg hàng hóa và thực hiện hành trình mỗi ngày dài 25-30 km. Trước khi bắt đầu thời gian huấn luyện mùa hè, đại đội vận tải hàng hóa tiến hành huấn luyện chiến thuật và đặc biệt kéo dài năm ngày trên địa hình đồi núi và rừng rậm với việc vượt qua các chướng ngại vật trên núi và dưới nước, cũng như huấn luyện đặc biệt tại bãi tập, nơi ngựa được làm quen với việc làm việc ở điều kiện độ cao, với tiếng súng và tiếng nổ lựu đạn.

## Chiến sử
Trong Chiến tranh Nam Ossetia (năm 2008), lữ đoàn đóng tại đèo Marukh và Klukhor.
Lữ đoàn 34 đã tham chiến tích cực trong Chiến dịch quân sự đặc biệt ở Ukraina. Ngày 5 tháng 12 năm 2024, theo lệnh của Tổng thống Liên bang Nga, lữ đoàn đã được trao tặng danh hiệu danh dự "Cận vệ" vì "chủ nghĩa anh hùng quần chúng và lòng dũng cảm, sự kiên cường và lòng can đảm mà quân nhân lữ đoàn thể hiện trong các hoạt động chiến đấu bảo vệ Tổ quốc và lợi ích nhà nước trong các cuộc xung đột vũ trang".

## Tổ chức
Lữ đoàn bô binh ô tô sơn cước Cận vệ 34 có:
- Hai tiểu đoàn bộ binh ô tô sơn cươc độc lập (số 1001 và 1021)
- Tiểu đoàn trinh sát sơn cước số 119
- Nhóm pháo binh tự hành cấp sư đoàn
- Tiểu đoàn thông tin
- Đại đội tên lửa phòng không
- Đại đội tác chiến điện tử
- Đại đội công binh
- Đại đội hậu cần
- Đại đội quân y
- Trung đội đóng gói và vận tải (có 56 con ngựa thồ)
- Ban quân y thú y
- Trung đội bảo vệ bức xạ, hóa học và sinh học
- Các đơn vị hỗ trợ chiến đấu khác

## Trang bị
Ngoài các vũ khí cấp trung đội, Lữ đoàn 34 được trang bị xe МТ-LB 6МB, МТ-LBVМК, МТ-LBu, Súng cối 120 mm 2B11, Pháo tự hành 152,4 mm Akatsiya, Xe vận tải KamAZ, Xe bọc thép chở quân BTR, Xe công binh IMR-2, КШМ.